# Sonāri
Sonāri är en ort i Indien.   Den ligger i distriktet Sibsāgar och delstaten Assam, i den östra delen av landet, 1 800 km öster om huvudstaden New Delhi. Sonāri ligger 106 meter över havet och antalet invånare är 19 672.
Terrängen runt Sonāri är platt, och sluttar norrut. Runt Sonāri är det ganska tätbefolkat, med 104 invånare per kvadratkilometer. Det finns inga andra samhällen i närheten. I omgivningarna runt Sonāri växer i huvudsak städsegrön lövskog.